# Фраган
Фраган (V век) — муж святой Гвенн Тейрброн, отец святых Жакю и Гветенока, близнецов, а также святого Гвеноле и святой Клерви. Память в Католической церкви — 5 июля, 3 октября, 18 октября.
Святой Фраган с женой и близнецами бежал из Уэльса в Бретань от преследований варваров-язычников. Ему посвящены некоторые храмы в Бретани.

## Тропарь, глас 4
O noble exiles Fragan and Gwen who fled to Brittany in troubled times: ye established churches to God's praise and glory; your children brought joy and gladness to the Breton people. We praise you, glorious Saints.